# Alcalás universitet

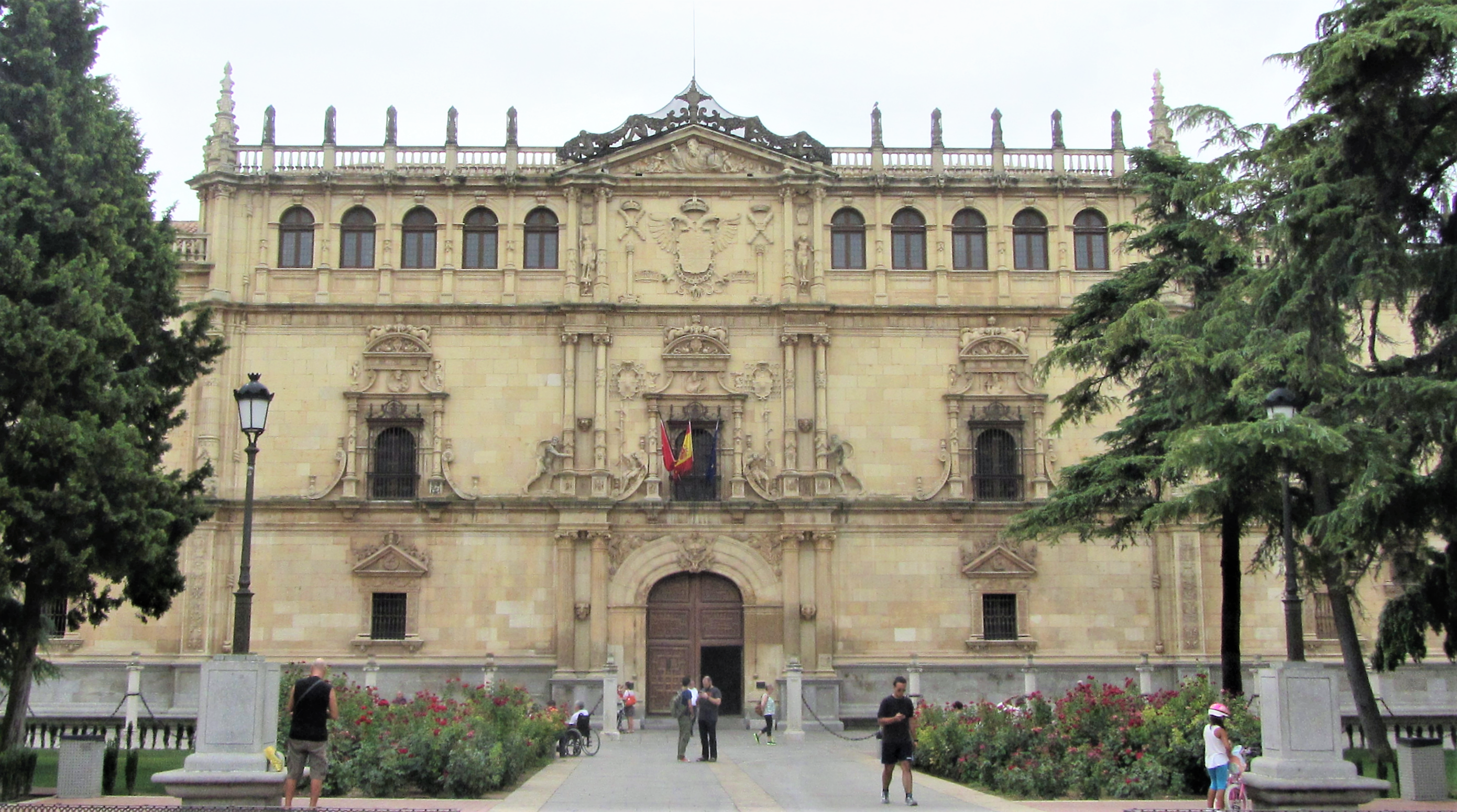
Alcalás universitet.

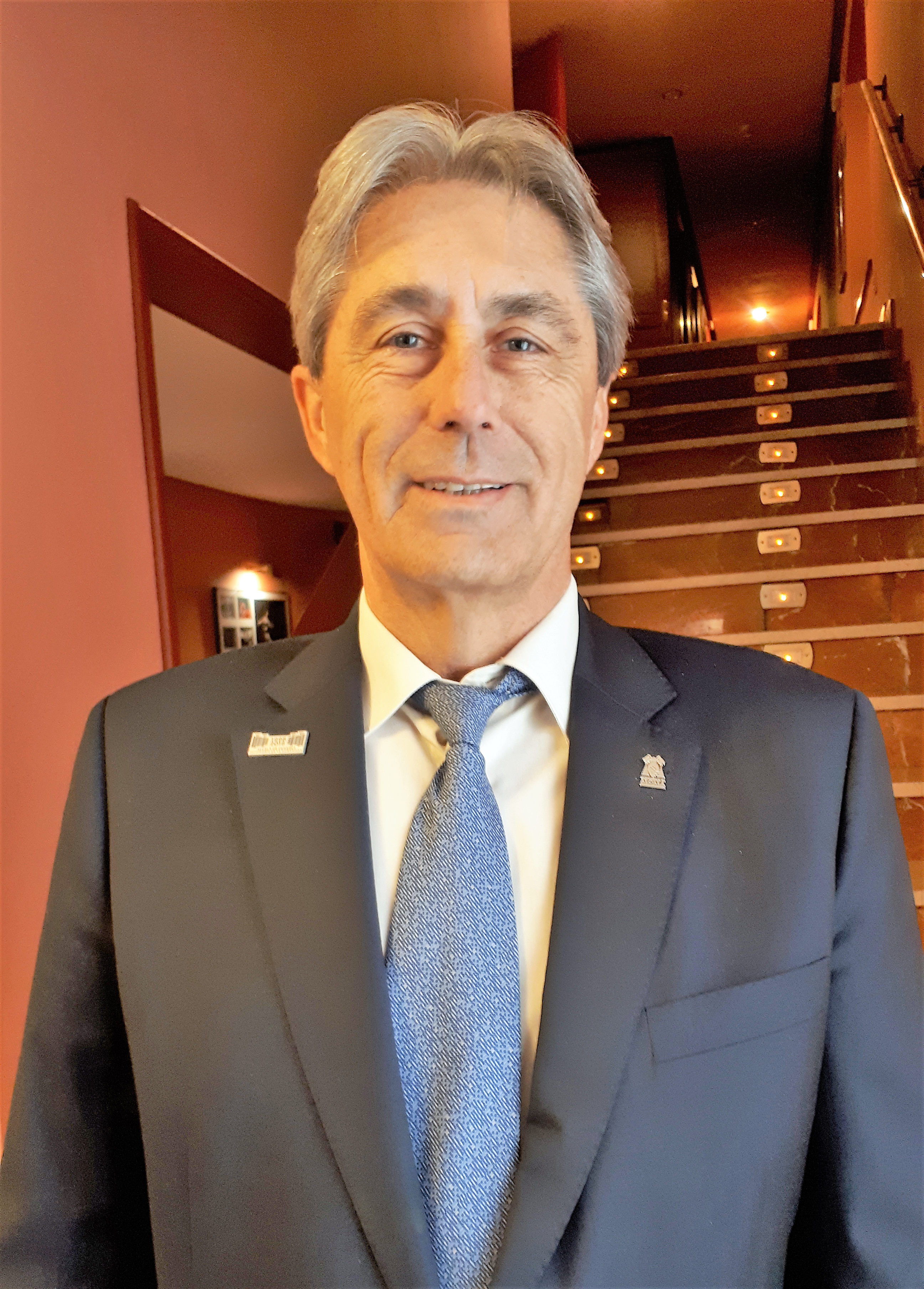
José Vicente Saz Pérez (Rector de la Universidad de Alcalá, 2018).

Alcalás universitet (spanska: Universidad de Alcalá) är ett statligt universitet i Alcalá de Henares, en stad 35 km nordöst om Madrid i Spanien, grundat 1977. Universitet är känt i den spansktalande delen av världen för sitt årliga tillkännagivande av Cervantespriset.